# Marie Angélique de Mackau

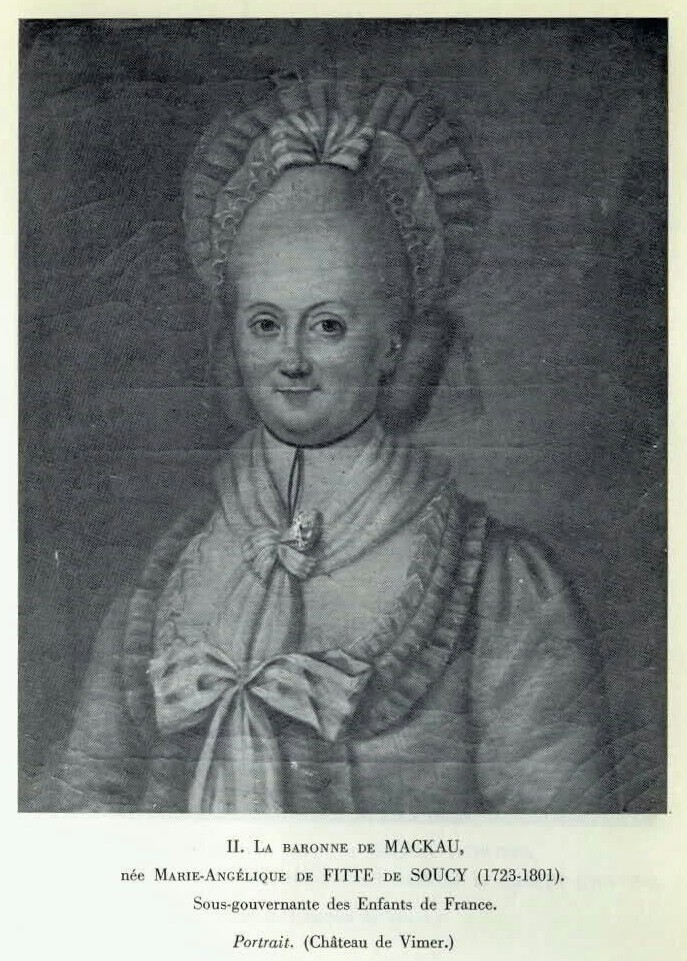
Marie Angélique de Mackau

Marie Angélique de Mackau, född  de Fitte de Soucy 1723, död 1801, var en fransk hovfunktionär.  Hon var guvernant för de franska kungabarnen, Élisabeth av Frankrike (1764–1794) och Ludvig XVI:s och Marie Antoinettes barn, mellan 1771 och 1792. 

## Biografi
Marie Angélique de Mackau var dotter till adelsmannen Jean François de Fitte de Soucy (1686-1759), och gifte sig 1755 med baron Louis Eléonor Dirkheim de Mackau (1727-1767); hon blev mor till sin kollega Renée Suzanne de Soucy (1758-1841), Armand Louis de Mackau (1759-1827) och brevskrivaren Marie-Angélique de Bombelles (1762-1800).
de Mackau utnämndes år 1771 till sous gouvernante, en av de fem vice guvernanter som arbetade under den officiella kungliga guvernanten men som i verkligheten gjorde det mesta av arbetet: även hennes svägerska Elisabeth Louise Lenoir de Verneuil de Soucy (1729-1813) och Renée Suzanne de Soucy fick samma tjänst.  
de Mackau beskrivs som en snäll och vänlig men bestämd och effektiv person. Hon fick ansvaret för Élisabeth av Frankrike (1764–1794) och ska ha varit den som formade Elisabeth till en behärskad och ödmjuk person vars starka vilja leddes in mot religiösa principer snarare än högfärd.  Hennes dotter Marie-Angélique de Bombelles utnämndes till Elisabeths hovfröken, och de Mackau fick en villa av Elisabeth bredvid dennas egen privatbostad Montreuil. 
Marie Angélique de Mackau tjänstgjorde också som guvernant till kung Ludvig XVI:s och Marie Antoinettes barn, och uppges ha varit omtyckt även av dem.
de Mackau åtföljde kungafamiljen från Versailles till Tuilerierna efter Kvinnotåget till Versailles under franska revolutionen 1789, och kvarblev i tjänst.  Under Demonstrationen den 20 juni 1792 tillhörde hon den grupp på sju hovdamer som omgav drottningen tillsammans med några hovmän under den berömda scen då Marie Antoinette omgavs av demonstranterna.  Under Stormningen av Tuilerierna (10 augusti) kvarlämnades hon med de samtliga hovdamer utom två i drottningens sovrum när kungafamiljen övergav Tuilerierna. När revoltörerna bröt sig in i sovrummet, tillät de dock samtliga kvinnor att lämna palatset oskadda på grund av deras kön. 
de Mackau blev dock arresterad efter kungadömets fall och fängslad i La Force.  Under Septembermorden blev hon liksom många övriga fångar ställd inför en folktribunal.  Många av dessa fångar föll offer för morden, men de flesta kvinnor frikändes och släpptes fria, däribland Marie Angélique de Mackau, Louise-Elisabeth de Tourzel och minst tre andra kvinnliga före detta hovanställda, alla 3 september. 
När Marie Therese av Frankrike släpptes från fängelset och skulle avresa till Österrike efter skräckväldets fall år 1795, ville hon att de Mackau skulle följa med henne, men denna tvingades avböja eftersom en så lång resa vid hennes ålder ansågs farlig för hennes hälsa. 